# 矮麗魚
矮麗魚，又稱带纹矮丽鱼、金眼短鯛，為輻鰭魚綱鱸形目隆頭魚亞目慈鯛科的其中一種。

## 分布
本魚分布南美洲蓋亞那的Aruka河及蘇利南的馬羅尼河的下游。

## 特徵
本魚體色為金褐色，腹側有淺藍綠色閃閃發亮的魚鱗，根據其情緒的變化，會有更深的斑紋。頭部圓，長有金色大眼睛，臉上有淺藍綠色斑紋，雌魚體色為純金黃色，雄魚體型較大且色彩絢麗。體長可達7.5公分。

## 生態
本魚常出現在氾濫的草岸邊，肉食性，以蠕蟲、甲殼類、昆蟲為食。

## 經濟利用
屬於小型的觀賞魚，性情溫驯，容易飼養，以一尾雄魚配數尾雌魚至於水族箱，水族箱以寬80公分者較適宜。